# Heinz Kurt Henisch
Heinz Kurt Henisch (* 21. April 1922 in Neudek, Tschechoslowakei; † 21. März 2006) war ein deutsch-amerikanischer Wissenschaftler, Physiker, Fotograf und Autor.

## Leben
Heinz Kurt Henisch wurde in Neudek im Erzgebirge in eine jüdische Advokaten-Familie geboren. Sein Vater war Dr. Leo Henisch, Antifaschist und Funktionär der Deutschen Sozialdemokratischen Partei. Nach dem Besuch der Volksschule in Neudek und des Gymnasiums in Karlsbad flüchtete die Familie 1938 nach England. Dort studierte Henisch an den Universitäten von Bristol und Reading. Während des Zweiten Weltkriegs war er am Luftfahrtinstitut für das Testen von elektronischen Bestandteilen tätig. Nach dem Ende des Krieges beschäftigte er sich mit Erforschung von Halbleitern.
1949 schrieb Henisch seine Doktorarbeit und wurde Professor für Physik. 1963 ging er an die State University in Pennsylvania. Dort begann er sich außer mit Physik, mit der Geschichte der Fotografie zu befassen und begründete dort ein eigenes Studienfach. Henisch erhielt dort sein zweites Doktorat und zweite Professur für die Geschichte der Fotografie. Er publizierte etwa 200 Fachartikel.
Nach seinem Tode wurde ein Teil seiner Asche auf dem Neudeker Friedhof verstreut.

## Ehrungen
An seinem Geburtshaus in Neudek wurde am 16. Juli 2007 eine Gedenktafel enthüllt.

## Publikationen (Auswahl)
- Erster Tanz in Karlsbad: Jugenderinnerungen an das Böhmen der Zwischenkriegszeit
- První tanec v Karlových Varech
- solid state physics
- Ballroom west by
- The photographic experience, 1839–1914: images and attitudes
- Crystal growth in gels
- Electroluminescence
- Semiconductor contacts: an approach to ideas and models
- Positive pleasures: early photography and humor
- Rectifying semi-conductor contacts
- Crystals in gels and Liesegang rings: in vitro veritas
- Semi-conducting materials; proceedings of a conference held at the University of Reading under the auspices of the International Union of Pure and Applied Physics, in cooperation with the Royal Society